# Imola
Imola je italské město v oblasti Emilia-Romagna, tradičně je považována za západní bránu do historického regionu Romagna.

## Historie
- 422 Imola se stává sídlem papeže
- 6. století Zničení města „Forum Cornelii“ Langobardy, nově založené město „Imola“
- 11. století – Imola se stává svobodným městem
- 1262 až 1292 je město pod nadvládou města Bologna
- 14. století – postavení pevnosti „Rocca“
- 1424 až 1438 pod nadvládou rodiny Visconti z Milána
- 1502 – Leonardo da Vinci se zdržuje ve městě a zpracuje plány města
- 1504 – součást Papežského státu
- 1861 – součást Italského království

Patronem města je Svatý Kasián.
Ve městě, na autodromo Enzo e Dino Ferrari se odehrává závod Formule 1 Velká cena San Marina.

## Vývoj počtu obyvatel
Počet obyvatel

## Partnerská města
- Weinheim, Německo
- Gennevilliers, Francie
- Colchester, Spojené království
- Pula, Chorvatsko